# Gaillan-en-Médoc

Gaillan-en-Médoc este o comună în departamentul Gironde din sud-vestul Franței. În 2009 avea o populație de 2.031 de locuitori.

## Evoluția populației
| An        | 1975  | 1982  | 1990  | 1999  | 2006  | 2009  |
| --------- | ----- | ----- | ----- | ----- | ----- | ----- |
| Populație | 1.274 | 1.482 | 1.773 | 1.915 | 2.000 | 2.031 |